# قطعنامه ۱۱۵۰ شورای امنیت
قطعنامه ۱۱۵۰ شورای امنیت سازمان ملل متحد که در تاریخ ۳۰ ژانویه ۱۹۹۸ تصویب شد، سندی بین‌المللی دربارهٔ بررسی وضعیت در گرجستان است. این قطعنامه طی نشست ۳۸۵۱ام با ۱۵ رای موافق، ۰ مخالف و ۰ ممتنع تصویب شد.